# Les Villards-sur-Thônes
Les Villards-sur-Thônes – miejscowość i gmina we Francji, w regionie Owernia-Rodan-Alpy, w departamencie Górna Sabaudia.
Według danych na rok 1990 gminę zamieszkiwało 701 osób, a gęstość zaludnienia wynosiła 53 osób/km² (wśród 2880 gmin regionu Rodan-Alpy Les Villards-sur-Thônes plasuje się na 980. miejscu pod względem liczby ludności, natomiast pod względem powierzchni na miejscu 893.).